# Marino Fonović
Marino Fonović [maríno fónović], hrvaški astronom in popularizator znanosti, * 1964, Reka (Hrvaška).

## Življenje in delo
Fonović je znan opazovalec spremeljivk in astrofotograf. V sklopu opazovalnega programa The American Association of Variable Star Observers (AAVSO), Cambridge je od leta 1982 na svoji opazovalnici v Plominskem Zagorju v Istri opravil prek 30.000 fotometričnih opazovanj spremnljivk. Z daljnogledi s premeri 200, 250 in 350 mm že več kot dvajset let iz noči v noč s kamero CCD in očno spremlja približno 550 spremenljivk in primerja njihov navidezni sij z okoliškimi primerjalnimi zvezdami. Še posebej so odmevna njegova opazovanja nov in pritlikavih nov tipa U Dvojčkov (U Gem), lacertid, spremenljivk tipa R Severne krone (R CrB), Z Andromede (Z And) in supernov v drugih galaksijah. Vsa njegova opazovanja so vnesli v enotno mednarodno bazo podatkov AAVSO International database. Po podatkih Journal of the AAVSO Vol. 27 in AAVSO Newsletter No. 34 je leta 2006 kot edini opazovalec iz Hrvaške opravil 14.210 meritev, s čimer se je hrvaška uvrstila nad državami z večjim številom prebivalcev, kot so Rusija, Japonska in mnoge druge. Poleg fotometričnih opazovanj spremenljivk se je med letoma 1990 in 2000 intenzivno ukvarjal z astrofotografijo, še posebej s snemanjem deep sky teles, ki zahtevajo zelo dolge čase osvetlitve. Fotografije oddaljenih meglic in galaksij je predstavil domači in tuji javnosti na nekaj samostalnih in skupinskih razstavah. Njegove posnetke so objavili na naslovnih straneh mnogih revij in časopisov. Posnetke je objavila tudi ugledna ameriška revija Astronomy (27 (1999) 8). Zadnja leta je svetlobno onesnaženje na istrskem področju na žalost onemogočilo astrofotografska snemanja z dolgimi časi osvetljevanja.
Poleg opazovalnega dela se ukvarja tudi s popularizacijo astronomije. Objavil je več sto del in obsežnih poljudnoznanstvenih člankov. Njegove tematske članke kot so npr. članki o črnih luknjah, dvozvezdjih idr. že več kot petnajst let redno objavljajo v reviji Priroda Hrvaškega prirodoslovnega društva v Zagrebu, revijah Polaris, Čovjek i svemir, Urania idr. V tujini redno objavlja v slovenski astronomski reviji Spika, beograjski reviji Vasiona in novosadski reviji Astronomija. Za svoje dolgoletno delo je prejel številna domača in tuja priznanja: Hrvaškega prirodoslovnega društva za doprinos polularizaciji znanosti na Hrvaškem (2002), Zveze AAVSO za opazovalno delo (1999) in druga. Od leta 1988 se profesionalno ukvarja z novinarstvom. Od leta 1989 je glavni in odgovorni urednik novic Raški rudar. Napisal je monografijo o rudarstvu v Istri Zadnja izmena (Zadnja smjena). V hrvaščino je prevedel knjigo Problem vožnje po Vesolju - Raketni motor (Problem vožnje svemirom) iz leta 1929 Hermana Potočnika Noordunga, ki se je rodil v Puli. Prevod je izšel leta 2004 v izdaji Labin Art Press.

## Izbrana dela

### Poljudnoznanstveni članki
1. Marino Fonović, Naša Galaksija, (Spika 12 (2004) 11, pp 471–475 + 489-491).
2. Marino Fonović, Bele pritlikavke, (Spika 13 (2005) 1, pp 14–18).
3. Marino Fonović, Sonce, (Spika 13 (2005) 12, pp 206–207, 234-238).
4. Marino Fonović, Betlehemska zvezda, (Spika 7 (1999) 4. pp 480–482).
5. Marino Fonović, Simbiotske zvezde, (Spika 7 (1999) 3, pp 126–129).
6. Marino Fonović, Skrivnostne galaksije, (Spika 7 (1999) 1, pp 11–17).
7. Marino Fonović, Meteorji in meteoriti, (Spika 6 (1998) 11, pp 471–475).
8. Marino Fonović, Vizualno opazovanje spremenljivih zvezd, (Spika 6 (1998) 9, pp 390–396).
9. Marino Fonović, Planetarne meglice, (Spika 6 (1998) 7-8, pp 340–342).
10. Marino Fonović, Fotografiranje meglic, kopic in galaksij, (Spika 6 (1998) 6, pp 276–277).
11. Marino Fonović, Objekti tipa BL Lacertae , (Spika 6 (1998) 5, pp 223–227).
12. Marino Fonović, Kefeide , (Spika 11 (2003) 1, pp 36–40).
13. Marino Fonović, Zvezde z blišči : eruptivne spremenljivke tipa UV Kita, (Spika 7 (1999) 5, pp 222–226).
14. Marino Fonović, R Severne krone, (Spika 5 (1997) 1, pp 222–223).
15. Marino Fonović, Nastanek in usoda vesolja, (Spika 15 (2007) 7-8, pp 306–312).
16. Marino Fonović, Temna stran vesolja, (Spika 15 (2007) 12, pp 380).